# اعترافات ذهن خطرناک من
اعترافات ذهن خطرناک من فیلمی به کارگردانی و نویسندگی هومن سیدی و تهیه‌کنندگی جواد نوروزبیگی ساخته سال ۱۳۹۳ است. این فیلم جایزه ویژه هیئت داوران بخش بین‌الملل جشنواره فجر را به دست آورد.

## داستان فیلم
شخصیت اصلی فیلم از یک روان‌گردان شیمیایی به نام اسید (ال‌اس‌دی) استفاده می‌کند و دچار توهم و همچنین اغتشاش ذهنی است و اتفاقاتی را که در زندگی و به واسطه اطرافیان برایش رخ داده به خاطر نمی‌آورد و همین منجر به درگیریهای او با اطرافیانش می‌شود…
این فیلم در یک ۲۴ ساعت روایت می‌شود و دربارهٔ مردی است که در یک روز کامل هیچ چیزی را به یاد نمی‌آورد.

## بازیگران
- سیامک صفری در نقش فرهاد
- نگار جواهریان در نقش آیدا
- عباس غزالی در نقش صحت
- هومن سیدی در نقش گروگانگیر
- رؤیا نونهالی در نقش نورا
- میترا حجار در نقش کتی
- بابک حمیدیان در نقش خریدار اسید
- چکامه چمن‌ماه در نقش دختر بی خانمان
- بابک بهشاد

## سی و سومین جشنواره فیلم فجر
| قسمت                       | نامزد                      | نتیجه    | جایزه        |
| -------------------------- | -------------------------- | -------- | ------------ |
| بهترین بازیگر نقش اول مرد  | سیامک صفری                 | نامزدشده |              |
| بهترین بازیگر نقش مکمل مرد | عباس غزالی                 | نامزدشده |              |
| بهترین چهره پردازی         | مهرداد میرکیانی            | نامزدشده |              |
| بهترین طراحی صحنه و لباس   | محسن نصراللهی - رعنا امینی | برنده    | سیمرغ بلورین |
| بهترین صدا (صدابرداری)     | مهران ملکوتی               | نامزدشده |              |
| بهترین صدا (صداگذاری)      | مهران ملکوتی               | نامزدشده |              |